# 透明人間 (電影)
《透明人間》是一部1954年的日本科幻電影，該作品由小田基義執導，特效和攝影由圓谷英二負責。改編自H·G·威尔斯1897年的小說《隱形人》。

## 作品概敘
本作為東寶「變身人」系列的第一作(雖然系列名稱要到系列第二作美女和液體人方才確定)，也是名特效導演圓谷英二繼1950年大映「邪惡透明人出現」後第二次處理透明人題材的特效作品，同時本作也是圓谷最後一次親自兼任攝影師的作品。
不同於「邪惡透明人出現」中透明能力被用以作惡的故事基調，本作將故事關鍵的透明人描寫為正面且無辜的角色，劇中透明人因為戰爭而失去外形，僅能在塗上小丑的濃裝才能看到自己的臉孔，愛護著惟一不會害怕其真面目的盲眼少女的情節，則令人連想到回歸社會的戰傷軍人的辛酸而令人同情。

## 劇情概要
東京街頭發生了一件奇特的死亡車禍，死者在遺書上自稱是第二次世界大戰末期秘密試驗的透明人特攻隊的一員，並留下了還有其他透明人士兵存在的訊息；於此同時，東京連續發生了多起自稱透明人犯下的強盜案件，令社會陷入恐慌。某日，追查此案的新聞記者小松在被襲擊的珠寶店外發現了行跡可疑的小丑南條，並在潛入其住處後發現其透明人的真實身份。然而，犯下罪案的真兇卻另有其人，於是兩人隨展開了洗刷透明人名譽的追查...

## 演員
- 南條：河津清三郎
- 美千代：三條美紀
- 矢島：高田稔
- 小松：土屋嘉男
- 健：植村謙二郎
- まり之祖父：藤原釜足
- まり：近藤圭子
- 轢かれた透明人間：中島春雄

## 製作人員
- 監製：北猛夫
- 特技導演：圓谷英二
- 導演：小田基義
- 劇本：日高繁明
- 音樂：紙恭輔

## 外部連結
- 互联网电影数据库（IMDb）上《透明人間》的资料（英文）